# راشتات (ناحیه)
راشتات (به آلمانی: Landkreis Rastatt) یک ناحیه در آلمان است که در بادن-وورتمبرگ واقع شده‌است. راشتات ۲۲۷٬۱۱۱ نفر جمعیت دارد.

## خواهرخوانده
شهر وانتا خواهرخواندهٔ راشتات (ناحیه) هست.